# Ann Lundgren
Mari-Ann Lundgren Berggren, född Lundgren 30 juli 1936 i Ljusdal i Hälsingland, är en svensk skådespelare.

## Biografi
Lundgren började som barnskådespelare vid Medborgarhusets barnteater i Stockholm i slutet av 1940-talet. Professionellt inledde hon karriären då hon engagerades vid Riksteatern 1957. Hon kom till Atelierteatern i Göteborg 1962. Hon kom in på Scenskolan i Göteborg 1963, och efter examen 1966 blev hon engagerad vid Folkteatern i Göteborg, där hon stannade till pensioneringen 1995. Rollen i Knäckebröd med hovmästarsås 1988, gjord för TV 1991, var specialskriven för henne.
Ann Lundgren Berggren är sedan 1971 gift med skådespelaren Martin Berggren.

## Teater

### Roller (ej komplett)
| År   | Roll | Produktion                           | Regi             | Teater                    |
| ---- | ---- | ------------------------------------ | ---------------- | ------------------------- |
| 1958 |      | Magister Bläckstadius August Blanche | Else Fisher      | Riksteatern               |
| 1964 |      | Herakles och Amazonerna Benn Levy    | Tore Karte       | Fredriksdalsteatern       |
| 1965 |      | Maskerad Ludvig Holberg              | Ellen Bergman    | Fästningsspelen i Varberg |
| 2008 |      | Sista dansen Carin Mannheimer        | Carin Mannheimer | Göteborgs stadsteater     |
| 2009 |      | Blodsbröllop Federico Garcia Lorca   |                  | Teater Halland            |

## Filmografi (i urval)
- 1960 – Jungfrukällan
- 1970 – Endräkt (TV-film)
- 1974 – Förr visste jag precis (TV-serie)
- 1978 – Forskaren (TV-serie)
- 1979 – Godnatt, jord (TV-serie)
- 1989 – Sparvöga (TV-serie)
- 1991 – Knäckebröd och hovmästarsås
- 1992 – Damen i handskdisken
- 1994 – Håll huvet kallt (TV-serie)
- 1995 – En på miljonen
- 1997 – Rika barn leka bäst
- 1999 – Sjätte dagen (TV-serie)
- 2003 – En ö i havet (TV-serie)
- 2004 – Isolerad
- 2006 – Hem till byn (TV-serie)
- 2007 – Isprinsessan